# چافی (داکوتای شمالی)
چافی (به انگلیسی: Chaffee) یک منطقهٔ مسکونی در ایالات متحده آمریکا است که در شهرستان کاس، داکوتای شمالی واقع شده‌است. چافی ۲۹۵٫۰۵ متر بالاتر از سطح دریا واقع شده‌است.